# Erwin Koeman
Erwin Koeman (* 20. září 1961, Zaandam) je bývalý nizozemský fotbalista. Nastupoval povětšinou na postu záložníka. Je bratrem fotbalisty Ronalda Koemana. I jejich otec, Martin Koeman, byl fotbalistou.
S nizozemskou reprezentací Erwin vyhrál Mistrovství Evropy 1988, nastoupil na šampionátu ke čtyřem utkání, včetně finálového proti mužstvu Sovětského svazu. Zúčastnil se též Mistrovství světa 1990, kde odehrál jedno utkání, proti Egyptu, které skončilo remízou 1:1.
V národním týmu odehrál celkem 31 utkání, v nichž vstřelil dvě branky.
S belgickým klubem KV Mechelen vyhrál Pohár vítězů pohárů 1987/88 a následně i Superpohár UEFA 1988. S Mechelenem se stal jednou mistrem Belgie (1986/87) a s PSV Eindhoven dvakrát mistrem Nizozemska (1990/91, 1991/92). S Mechelenem získal belgický pohár (1986/87). V nizozemské nejvyšší soutěži působil také v dresu FC Groningen.
Po skončení hráčské kariéry se stal trenérem.